# Discotettix doriae
Discotettix doriae är en insektsart som beskrevs av Bolívar, I. 1898. Discotettix doriae ingår i släktet Discotettix och familjen torngräshoppor. Inga underarter finns listade i Catalogue of Life.